# Río Loretoyacu
El Río Loretoyacu está ubicado cerca al Trapecio Amazónico donde se ubica la frontera peruano-colombiana, nace en el río Yaguas ubicado en la región Loreto en Perú, pasa por las provincias loretanas de Putumayo y Mariscal Ramón Castilla dirigiéndose a la zona baja del Trapecio Amazónico para luego entrar al municipio de Puerto Nariño perteneciente al departamento de Amazonas donde finalmente desemboca en el lado colombiano del río Amazonas.
Su nombre proviene de la mezcla de dos palabras, la primera Loreto proviene del actual departamento de Loreto en Perú, que significa en italiano: "lugar poblado de laureles", mientras que yacu viene del quechua que significa "agua" por lo que su nombre en español pudiera ser "río de agua rodeado de laureles"  o  "río de laureles del agua".